# Tom Tomsk
Maillots
Le Futbolny klub Tom, plus couramment appelé Tom Tomsk (en russe : «Томь» Томск), est un club de football russe basé à Tomsk.
Acteur régulier des divisions inférieures soviétiques dans ses premières années, le club connaît une ascension notable après la mise en place des championnats russes, en particulier à partir du début des années 2000 qui le voit devenant un habitué du haut de classement de la deuxième division avant d'être finalement promu au premier échelon pour la saison 2005. Il y évolue continuellement jusqu'à sa relégation en 2012, effectuant par la suite deux brefs retours lors des saisons 2013-2014 puis 2016-2017. Après cette dernière relégation, il évolue en deuxième division entre 2017 et 2022 avant de perdre son statut professionnel pour des raisons financières.

## Histoire

### Période soviétique
Fondé au mois de mars 1957 sous le nom Bourevestnik, le club connaît de multiples noms durant les premières années de son existence, enchaînant notamment les appellations Tomitch, Sibelektromotor et Torpedo entre 1958 et 1967. Il prend par la suite le nom Tomles de 1968 à 1973 avant de reprendre celui de Torpedo entre 1974 et 1978. Après s'être nommé Manometr durant une grande partie des années 1980, le club adopte finalement son nom actuel Tom à partir de 1988.
À sa création, le club est intégré directement au sein de la zone extrême-orientale du championnat soviétique de deuxième division, où il termine troisième pour sa première saison derrière le Dinamo Vladivostok et le SKVO Khabarovsk. Il se classe deuxième l'année suivante derrière ce dernier club. Le premier grand fait d'armes de l'équipe intervient en 1959, année qui le voit atteindre les huitièmes de finale de la Coupe d'Union soviétique en éliminant notamment le Dynamo Kiev avant de tomber face au Torpedo Moscou, futur vainqueur de la compétition. La fin des années 1950 voit cependant une mise en priorité de la pratique du ski par le comité local du PCUS, amenant à une baisse drastique du financement de l'équipe qui végète à partir de là dans le milieu de classement entre la deuxième et la troisième division.

### Période russe

#### Une montée progressive (1992-2004)
Après la disparition de l'Union soviétique en 1991, le Tom est assigné au sein du groupe Est de la nouvelle deuxième division russe l'année suivante. Se classant septième pour sa première année, il est cependant relégué en 1993 du fait de la réduction du nombre d'équipes dans la division. Le club passe par la suite quatre années au sein du troisième échelon, se classant régulièrement dans les premières places avant de finalement remporter le groupe Est à l'issue de la saison 1997.
Pour son retour au deuxième niveau, le club se maintient dans un premier temps en milieu de classement, se classant entre la quatorzième et la dixième place entre 1998 et 2000. Après une septième place en 2001, l'équipe fait son entrée sur le podium dès l'année suivante en se classant troisième. Elle se maintient par la suite comme une prétendante récurrente à la montée, reprenant la troisième position en 2003 avant de finalement terminer deuxième à l'issue de la saison 2004, lui permettant d'être promue en première division pour la première fois de son histoire. L'équipe promue compte alors des joueurs tels qu'Aleksandr Antipenko, Denis Kiseliov, Ievgueni Kalechine, Oleg Șișchin, Sergueï Skobliakov ou encore Tomáš Vychodil.

#### Passages dans l'élite (2005-2017)

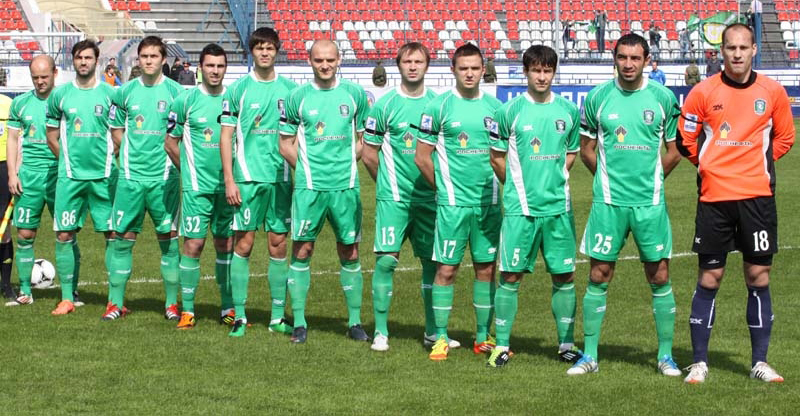
Photo d'équipe du Tom en avril 2012.

Les débuts du Tom dans l'élite le voit se maintenir confortablement, terminant dixième avec quatorze points d'avance sur la relégation. Il continue sur sa lancée la saison suivante en terminant cette fois huitième, à cinq points d'une éventuelle qualification en Coupe Intertoto. Les performances de l'équipe retombent cependant par la suite, avec une onzième puis une treizième place lors des deux années suivantes. L'arrivée de Valeri Nepomniachi permet une amélioration relative des résultats pour les saisons 2009 et en 2010, où le club se maintient confortablement. L'exercice 2011-2012 s'avère cependant fatale, le Tom terminant avant-dernier à l'issue de la saison et étant relégué en deuxième division après sept années dans l'élite.
Le club se remet rapidement de cette descente et termine deuxième de deuxième division dès la saison suivante, terminant à trois points de l'Oural Iekaterinbourg et avec quinze d'avance sur les places de barragiste. Retrouvant donc la première division dès l'exercice 2013-2014, l'équipe lutte une fois de plus pour son maintien, terminant treizième et barragiste à l'issue de la saison. Opposés au FK Oufa en barrage de relégation, les Sibériens subissent une lourde défaite 5-1 lors du match aller à l'extérieur. Ils ne parviennent pas à refaire leur retard au match retour malgré une victoire 3-1 et retombent directement en deuxième division.
Terminant quatrième la saison suivante, le club échoue cependant à la promotion, étant battu par l'Oural Iekaterinbourg à l'issue des barrages. La saison 2015-2016 le voit atteindre une nouvelle fois les places de barrage, cette fois en tant que troisième. Opposé à cette occasion au Kouban Krasnodar, les Tomskiens perdent dans un premier temps le match aller à Krasnodar sur le score de 1-0. Ils se rattrapent cependant lors du match retour et l'emportent 2-0, leur permettant d'assurer une nouvelle fois leur promotion au premier échelon. Le troisième passage du Tom en première division s'avère cependant tout aussi bref que le précédent, l'équipe étant cette fois-ci rapidement larguée au classement avant de finir largement dernière avec seulement quatorze points en trente matchs.

#### Stagnation au deuxième échelon (2017-2022)
Après cette dernière descente, le Tom poursuit poursuit cette fois sa spirale négative lors de la saison 2017-2018 qui la voit une nouvelle fois lutter pour le maintien en deuxième division. Bien que passant une grande partie de son temps en position de relégable, l'équipe parvient finalement à se maintenir en terminant quinzième à l'issue de l'exercice.
Alors attendu pour une place en milieu de classement et souffrant par ailleurs de problèmes financiers à l'aube de l'exercice 2018-2019, le club connaît un début de saison très positif durant lequel il parvient à se maintenir parmi les deux premières places synonymes de montée directe. Cette bonne forme retombe cependant après la trêve hivernale qui voit une partie de l'effectif s'en aller, et il doit finalement concéder sa deuxième position vers la fin de saison, mais accroche tout de même la troisième place qualificative qui le qualifie pour les barrages de promotion dans l'élite. Il échoue finalement à ce stade face au FK Oufa, perdant le match aller 2-0 avant de l'emporter 1-0 à domicile au match retour, ce qui ne suffit pas à l'emporter.
Tandis le Tom termine la saison suivante en milieu de classement malgré de nouveaux débuts prometteurs, l'exercice 2020-2021 voit cette fois le club lutter une nouvelle fois pour se maintenir au deuxième échelon. Après avoir passé l'ensemble de la saison dans la zone rouge, il est initialement relégué après avoir fini dix-huitième, mais est finalement repêché à quelques jours du début de la saison suivante pour remplacer le Tchaïka Pestchanokopskoïe rétrogradé administrativement. Le Tom parvient ensuite à échapper à se maintenir sportivement de manière confortable avec une quatorzième place, mais subit cette fois à son tour une rétrogradation administrative lorsque la fédération russe de football refuse au club la licence de deuxième division le 3 juin 2022 en raison du manque de garanties apportées par le gouvernement de l'oblast de Tomsk. Il échoue ensuite à obtenir la licence professionnelle pour les mêmes raisons quelques semaines plus tard.

## Bilan sportif

### Palmarès
| Période russe | Période soviétique |
| - Championnat de Russie - Huitième : 2006 et 2010. - Coupe de Russie - Demi-finales : 2008. - Championnat de Russie de D2 - Vice-champion : 2004 et 2013. - Championnat de Russie de D3 - Vainqueur de groupe : 1997. | - Coupe d'Union soviétique - Huitièmes de finale : 1959. - Championnat d'Union soviétique de D2 - Deuxième : 1958. - Championnat d'Union soviétique de D3 - Deuxième : 1965 et 1971. |

### Classements en championnat
La frise ci-dessous résume les classements successifs du club en championnat d'Union soviétique.
La frise ci-dessous résume les classements successifs du club en championnat de Russie.

### Bilan par saison
Légende
- Promotion en division supérieure
- Relégation en division inférieure

#### Période soviétique
| Saison | Championnat       | Championnat | Championnat | Championnat | Championnat | Championnat | Championnat | Championnat | Championnat | Championnat | Coupe d'URSS          |
| Saison | Division          | Pos         | Pts         | J           | V           | N           | D           | BP          | BC          | Diff        | Coupe d'URSS          |
| ------ | ----------------- | ----------- | ----------- | ----------- | ----------- | ----------- | ----------- | ----------- | ----------- | ----------- | --------------------- |
| 1957   | 2e Extrême-Orient | 3e          | 28          | 22          | 11          | 6           | 5           | 49          | 29          | +20         | Quarts de finale Q    |
| 1958   | 2e Zone 6         | 2e          | 33          | 26          | 13          | 7           | 6           | 47          | 29          | +18         | Quarts de finale Q    |
| 1959   | 2e Zone 7         | 9e          | 24          | 26          | 9           | 6           | 11          | 41          | 50          | -9          | —                     |
| 1960   | 2e Russie 5       | 3e          | 37          | 26          | 17          | 3           | 6           | 45          | 22          | +33         | Huitièmes de finale   |
| 1961   | 2e Russie 6       | 6e          | 29          | 24          | 11          | 7           | 6           | 36          | 29          | +7          | Finale Q              |
| 1962   | 2e Russie 5       | 13e         | 20          | 28          | 6           | 8           | 14          | 22          | 40          | -18         | Huitièmes de finale Q |
| 1963   | 3e Russie 5       | 7e          | 29          | 28          | 12          | 5           | 11          | 37          | 36          | +1          | Huitièmes de finale Q |
| 1964   | 3e Russie 6       | 3e          | 43          | 34          | 17          | 9           | 8           | 40          | 22          | +18         | Quarts de finale Q    |
| 1965   | 3e Russie 6       | 2e          | 47          | 36          | 19          | 9           | 8           | 56          | 26          | +30         | —                     |
| 1966   | 2e Groupe 3       | 14e         | 30          | 34          | 11          | 8           | 15          | 27          | 35          | -8          | 64es de finale        |
| 1967   | 2e Groupe 3       | 14e         | 31          | 36          | 8           | 15          | 13          | 24          | 44          | -20         | 64es de finale        |
| 1968   | 2e Groupe 4       | 7e          | 44          | 40          | 16          | 12          | 12          | 45          | 36          | +9          | 32es de finale        |
| 1969   | 2e Groupe 2       | 9e          | 19          | 22          | 6           | 7           | 9           | 17          | 22          | -5          | 64es de finale        |
| 1970   | 3e Zone 3         | 4e          | 50          | 42          | 17          | 16          | 9           | 36          | 28          | +8          | 64es de finale        |
| 1971   | 3e Zone 6         | 2e          | 74          | 38          | 21          | 11          | 6           | 45          | 20          | +25         | —                     |
| 1972   | 3e Zone 6         | 7e          | 55          | 36          | 14          | 13          | 9           | 33          | 23          | +10         | —                     |
| 1973   | 3e Zone 7         | 11e         | 25          | 30          | 12          | 7           | 11          | 22          | 23          | -1          | —                     |
| 1974   | 3e Zone 5         | 14e         | 28          | 34          | 11          | 6           | 17          | 28          | 54          | -26         | —                     |
| 1975   | 3e Zone 5         | 16e         | 31          | 34          | 11          | 9           | 14          | 33          | 42          | -9          | —                     |
| 1976   | 3e Zone 5         | 18e         | 21          | 34          | 7           | 7           | 20          | 23          | 61          | -38         | —                     |
| 1977   | 3e Zone 6         | 18e         | 26          | 38          | 7           | 12          | 19          | 38          | 59          | -21         | —                     |
| 1978   | 3e Zone 6         | 20e         | 28          | 40          | 8           | 12          | 20          | 46          | 71          | -25         | —                     |
| 1979   | 3e Zone 6         | 17e         | 32          | 40          | 12          | 8           | 20          | 37          | 55          | -18         | —                     |
| 1980   | 3e Zone 4         | 12e         | 28          | 44          | 12          | 4           | 28          | 31          | 64          | -33         | —                     |
| 1981   | 3e Zone 4         | 7e          | 35          | 32          | 15          | 5           | 12          | 51          | 38          | +13         | —                     |
| 1982   | 3e Zone 4         | 9e          | 28          | 28          | 10          | 8           | 10          | 34          | 34          | 0           | —                     |
| 1983   | 3e Zone 4         | 8e          | 26          | 26          | 10          | 6           | 10          | 25          | 33          | -8          | —                     |
| 1984   | 3e Zone 4         | 4e          | 31          | 26          | 13          | 5           | 8           | 36          | 29          | +7          | —                     |
| 1985   | 3e Zone 4         | 8e          | 29          | 26          | 11          | 7           | 8           | 40          | 31          | +9          | —                     |
| 1986   | 3e Zone 4         | 12e         | 19          | 26          | 6           | 7           | 13          | 20          | 27          | -7          | —                     |
| 1987   | 3e Zone 4         | 10e         | 24          | 28          | 8           | 8           | 12          | 18          | 21          | -3          | —                     |
| 1988   | 3e Zone 4         | 12e         | 25          | 30          | 8           | 9           | 13          | 25          | 32          | -7          | —                     |
| 1989   | 3e Zone 4         | 10e         | 39          | 36          | 16          | 7           | 13          | 39          | 34          | +5          | —                     |
| 1990   | 4e Zone 10        | 6e          | 33          | 28          | 14          | 5           | 9           | 29          | 17          | +12         | —                     |
| 1991   | 4e Zone 10        | 6e          | 41          | 34          | 16          | 9           | 9           | 43          | 29          | +14         | —                     |

#### Période russe
| Saison    | Championnat | Championnat | Championnat | Championnat | Championnat | Championnat | Championnat | Championnat | Championnat | Championnat | Coupe de Russie     |
| Saison    | Division    | Pos         | Pts         | J           | V           | N           | D           | BP          | BC          | Diff        | Coupe de Russie     |
| --------- | ----------- | ----------- | ----------- | ----------- | ----------- | ----------- | ----------- | ----------- | ----------- | ----------- | ------------------- |
| 1992      | 2e Est      | 7e          | 32          | 30          | 11          | 10          | 9           | 29          | 24          | +5          | —                   |
| 1993      | 2e Est      | 12e         | 25          | 30          | 9           | 7           | 14          | 41          | 40          | +1          | Tour préliminaire   |
| 1994      | 3e Sibérie  | 2e          | 30          | 22          | 12          | 6           | 4           | 47          | 15          | +32         | 128es de finale     |
| 1995      | 3e Est      | 8e          | 53          | 34          | 15          | 8           | 11          | 54          | 25          | +29         | 256es de finale     |
| 1996      | 3e Est      | 2e          | 63          | 30          | 19          | 6           | 5           | 48          | 24          | +24         | 128es de finale     |
| 1997      | 3e Est      | 1er         | 83          | 34          | 26          | 5           | 3           | 82          | 20          | +62         | Seizièmes de finale |
| 1998      | 2e          | 14e         | 56          | 42          | 15          | 11          | 16          | 54          | 45          | +9          | Huitièmes de finale |
| 1999      | 2e          | 12e         | 58          | 42          | 17          | 7           | 18          | 48          | 54          | -6          | Huitièmes de finale |
| 2000      | 2e          | 10e         | 52          | 38          | 14          | 10          | 14          | 36          | 28          | +8          | Seizièmes de finale |
| 2001      | 2e          | 7e          | 47          | 34          | 12          | 11          | 11          | 31          | 28          | +3          | Seizièmes de finale |
| 2002      | 2e          | 3e          | 61          | 34          | 17          | 10          | 7           | 51          | 23          | +28         | Seizièmes de finale |
| 2003      | 2e          | 3e          | 85          | 42          | 25          | 10          | 7           | 55          | 23          | +32         | Huitièmes de finale |
| 2004      | 2e          | 2e          | 69          | 28          | 22          | 3           | 3           | 80          | 23          | +57         | Huitièmes de finale |
| 2005      | 1re         | 10e         | 37          | 30          | 9           | 10          | 11          | 28          | 33          | -5          | Seizièmes de finale |
| 2006      | 1re         | 8e          | 41          | 30          | 11          | 8           | 11          | 35          | 33          | +2          | Seizièmes de finale |
| 2007      | 1re         | 11e         | 35          | 30          | 8           | 11          | 11          | 37          | 35          | +2          | Huitièmes de finale |
| 2008      | 1re         | 13e         | 29          | 30          | 7           | 8           | 15          | 23          | 35          | -12         | Demi-finales        |
| 2009      | 1re         | 9e          | 41          | 30          | 11          | 8           | 11          | 31          | 39          | -8          | Quarts de finale    |
| 2010      | 1re         | 8e          | 37          | 30          | 10          | 7           | 13          | 35          | 43          | -8          | Seizièmes de finale |
| 2011-2012 | 1re         | 15e         | 37          | 44          | 8           | 13          | 23          | 30          | 70          | -40         | Seizièmes de finale |
| 2011-2012 | 1re         | 15e         | 37          | 44          | 8           | 13          | 23          | 30          | 70          | -40         | Huitièmes de finale |
| 2012-2013 | 2e          | 2e          | 65          | 32          | 19          | 8           | 5           | 57          | 34          | +23         | Seizièmes de finale |
| 2013-2014 | 1re         | 13e         | 31          | 30          | 8           | 7           | 15          | 23          | 39          | -16         | Quarts de finale    |
| 2014-2015 | 2e          | 4e          | 64          | 34          | 19          | 10          | 6           | 57          | 34          | +23         | 32es de finale      |
| 2015-2016 | 2e          | 3e          | 74          | 38          | 22          | 8           | 8           | 58          | 35          | +23         | 32es de finale      |
| 2016-2017 | 1re         | 16e         | 14          | 30          | 3           | 5           | 22          | 17          | 64          | -47         | Seizièmes de finale |
| 2017-2018 | 2e          | 15e         | 41          | 38          | 10          | 11          | 17          | 36          | 56          | -20         | Huitièmes de finale |
| 2018-2019 | 2e          | 3e          | 64          | 38          | 17          | 13          | 8           | 40          | 25          | +15         | 32es de finale      |
| 2019-2020 | 2e          | 9e          | 39          | 27          | 10          | 9           | 8           | 32          | 26          | +6          | Huitièmes de finale |
| 2020-2021 | 2e          | 18e         | 41          | 42          | 10          | 11          | 21          | 32          | 50          | -18         | 64es de finale      |
| 2021-2022 | 2e          | 14e         | 48          | 38          | 13          | 9           | 16          | 51          | 60          | -9          | 64es de finale      |

## Historique du logo

1996-2005
depuis 2008

## Personnalités

### Entraîneurs
La liste suivante présente les différents entraîneurs du club.
- Iouri Oussenko (1957-1959)
- Ievgueni Sergueïev (janvier 1960-juillet 1961)
- Nikolaï Parchine (août 1961-décembre 1961)
- Iouri Oussenko (1962-1963)
- Alfred Ter-Markarov (1964-1967)
- Boris Khrenov (1968-1970)
- Vaguif Abbassov (1971-1972)
- Anatoli Tchentsov (janvier 1973-juillet 1975)
- Guennadi Nedelkine (août 1975-décembre 1975)
- Guennadi Rachtchoupkine (1976-1978)
- Boris Falkovski (1979-1982)
- Boris Falkovski (1987-1991)
- Vladimir Pomechtchikov (1992-1995)
- Vladimir Iourine (janvier 1996-juin 1999)
- Vladimir Pouzanov (juin 1999-juin 2001)
- Valeri Petrakov (juillet 2001-décembre 2003)
- Dmitri Galiamin (décembre 2003-avril 2004)
- Aleksandr Gostenine (avril 2004-novembre 2004)
- Boris Stoukalov (novembre 2004-août 2005)
- Anatoli Bychovets (août 2005-novembre 2005)
- Valeri Petrakov (novembre 2005-mai 2008)
- Miroslav Romaschenko (juin 2008-septembre 2008)
- Valeri Nepomniachi (septembre 2008-septembre 2011)
- Sergueï Perednia (septembre 2011-mai 2013)
- Anatoli Davydov (juin 2013-septembre 2013)
- Vassili Baskakov (septembre 2013-juillet 2014)
- Valeri Nepomniachi (juillet 2014-avril 2016)
- Valeri Petrakov (avril 2016-avril 2018)
- Vassili Baskakov (avril 2018-septembre 2020)
- Aleksandr Kerjakov (septembre 2020-mai 2021)
- Sergueï Joukov (juin 2021-juin 2022)

### Joueurs emblématiques
Les joueurs internationaux suivants ont joué pour le club. Ceux ayant évolué en équipe nationale lors de leur passage au Tom sont marqués en gras.
Russie
- Nikita Bajenov
- Albert Borzenkov
- Denis Boïarintsev
- Alekseï Bougaïev
- Artyom Dziouba
- Maksim Kanounnikov
- Fiodor Koudriachov
- Denis Laktionov (en)
- Veniamin Mandrykin
- Kirill Pantchenko
- Pavel Pogrebniak
- Igor Portniaguine
- Alekseï Rebko
- Artiom Rebrov
- Sergueï Ryjikov
- Aleksandr Chirko (en)
- Dmitri Tarasov
- Denis Ievsikov

Pays de l'ex-URSS
- Aleksandr Jidkov
- Sergueï Omelyanchuk
- Maksim Bordachev
- Vitali Bulyga
- Egor Filipenko
- Vassili Khomutovski
- Sergueï Kornilenko
- Aliaksandr Kulchiy
- Pavel Nekhaychik
- Sergueï Sosnovski
- Yan Tigorev
- Sergueï Yaskovich (en)
- Nikoloz Togonidze (en)
- Aleksandr Familtsev (en)
- Valeriu Catînsus
- Ilie Cebanu
- Valeriu Ciupercă
- Serghei Covalciuc
- Eugen Sidorenco
- Oleg Șișchin
- Illya Blyzniuk (en)
- Kyrylo Kovalchuk
- Denys Onyshchenko (en)
- Pavlo Shkapenko (en)
- Alekseï Polyakov (en)

Europe
- Branislav Krunić
- Ognjen Vranješ
- Jivko Milanov
- Plamen Nikolov (en)
- Hrvoje Vejić
- Lukáš Droppa (en)
- Martin Jiránek
- Jevgeni Novikov (en)
- Sergei Pareiko
- Norbert Németh (en)
- Ádám Pintér
- Andrius Gedgaudas (en)
- Andrius Skerla
- Goran Maznov (en)
- Mladen Božović
- Eric Bicfalvi
- Ovidiu Dănănae (en)
- Gabriel Mureșan
- Adrian Ropotan
- Pompiliu Stoica
- Garry O'Connor
- Đorđe Jokić
- Kornel Saláta
- Aleksandar Radosavljević

Asie
- Daisuke Matsui
- Kim Nam-il